# Cipriano e Justina

## Vida
São Cipriano era filho de pais pagãos muito ricos. Nasceu em 250 na Antioquia, região situada entre a Síria e Arábia, pertencente ao governo da Fenícia. Desde a infância, Cipriano foi induzido aos estudos da feitiçaria e das ciências ocultas como a alquimia, astrologia, adivinhação e as diversas modalidades de magia.
Após muito tempo viajando pelo Egito, Grécia e outros países aperfeiçoando seus conhecimentos, aos trinta anos de idade Cipriano chega à Babilônia a fim de conhecer a cultura ocultista dos Caldeus.

## A Conversão Cristã

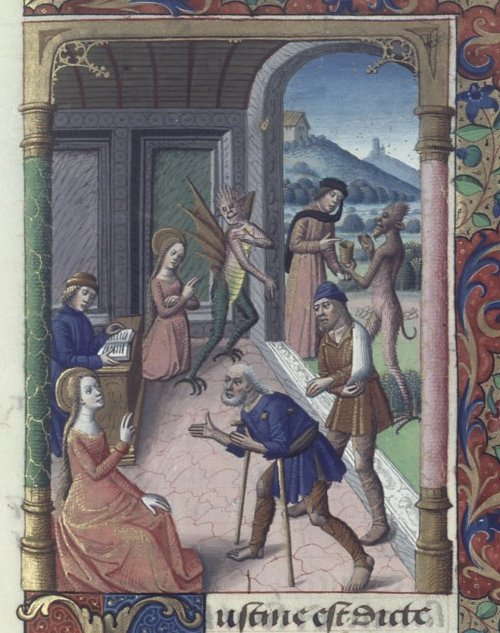
Cipriano de Antioquia tramando com o demônio contra Santa Justina, antes de sua conversão à fé cristã, em iluminura de um manuscrito do século XIV

Vivia em Antioquia a bela e rica donzela Justina. Seu pai Edeso e sua mãe Cledônia, a educaram nas tradições pagãs. Porém, ouvindo as pregações do diácono Prelo, Justina converteu-se ao cristianismo, dedicando sua vida as orações, consagrando e preservando sua virgindade.
Um jovem rico chamado Áglede apaixonou-se por Justina. Os pais da donzela, agora já convertidos à fé cristã, concederam-na por esposa. Porém, Justina não aceitou casar-se. Áglede recorreu a Cipriano para que o feiticeiro aplicasse seu poder, de modo que a donzela abandonasse a fé e se entregasse ao matrimônio.
Cipriano investiu a tentação demoníaca sobre Justina. Fez uso de um pó que despertaria a luxúria, ofereceu sacrifícios aos demônios e empregou diversas obras malignas. Mas não obteve resultado, pois Justina defendia-se com orações a Deus e o sinal da cruz. A ineficácia dos feitiços fez com que Cipriano se desiludisse profundamente perante sua fé pagã e se voltasse contra o demônio. Influenciado por um amigo cristão de nome Eusébio, o bruxo converteu-se ao cristianismo, chegando a queimar seus manuscritos de feitiçaria e distribuir seus bens entre os pobres.

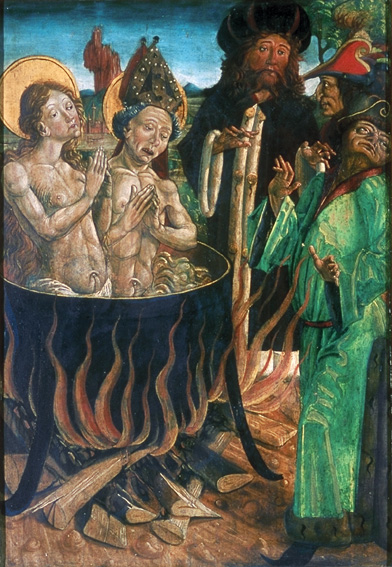
Cipriano e Justina de Antioquia sendo martirizados

As notícias da conversão e das obras cristãs de Cipriano e Justina, chegaram até o imperador romano Diocleciano que se encontrava na Nicomédia. Assim, logo foram perseguidos, presos e torturados. Frente ao imperador, viram-se forçados a negar a fé cristã. Justina foi chicoteada e Cipriano açoitado com pentes de ferro, mas não cederam. Irritado com a resistência, Diocleciano ainda lançou Cipriano e Justina numa caldeira fervente de banha e cera. Os mártires não renunciaram e tampouco transpareciam sofrimento. O feiticeiro Atanásio, que havia sido discípulo de Cipriano, julgou que as torturas não surtiam efeito devido a algum sortilégio lançado por seu ex-mestre. Na tentativa de desafiar Cipriano e elevar a própria moral, Atanásio invocou os demônios e atirou-se na caldeira. Seu corpo foi dizimado pelo calor em poucos segundos.
Após este fato, o imperador Diocleciano finalmente ordenou a morte de Justina e Cipriano. No dia 26 de setembro de 304, os mártires e um outro cristão de nome Teotiso, foram decapitados às margens do rio Galo da Nicomédia. Os corpos ficaram expostos por seis dias, até que um grupo de cristãos recolheu e os levou para Roma, ficando sob os cuidados de uma senhora chamada Rufina. Já no império de Constantino, os restos mortais foram enviados para a Basílica de São João de Latrão.

## Grimórios
Atualmente são publicados diversos grimórios atribuídos a São Cipriano de Antioquia, que teriam sido escritos antes de sua conversão ao cristianismo, sendo denominados genericamente como "Livros de São Cipriano", contendo orações e rituais de magia negra e tratando de outras práticas relativas ao ocultismo.